# مک‌کلور ۳۷۶۷۸
سیارک ۳۷۶۷۸ (به انگلیسی: 37678 McClure، نامگذاری:1995CR1) سی و هفت هزار و ششصد و هفتاد و هشتمین سیارک کشف شده‌است که در ۳ فوریه ۱۹۹۵ کشف شد.